# Mayra Quemé
Mayra Maritza Quemé-Peña (Ciudad de Guatemala, 1989) es una ingeniera química, guatemalteca, especializada en cristalización de aglomerados de hidróxido. Ha elaborado investigaciones en los campos de la biomedicina y la nanotecnología. Quemé ha caracterizado de manera biofísica e in-vitro péptidos antimicrobianos y anticancerígenos con membranas lipídicas; pequeñas moléculas como fármacos, colorantes, antibióticos, entre otros.  
Su objetivo como investigadora ha sido explicar los mecanismos de reacción de las moléculas y así mejorar su uso o identificar alternativas en los fármacos. Investiga y caracteriza péptidos no naturales, en inglés definidos como foldamer. También aglomera materiales catódicos como precursores de baterías de litio, utilizando el cristalizador continuo del reactor Couette-Taylor. 

## Trayectoria
Estudió Ingeniería Química en la Facultad de Ingeniería de la Universidad de San Carlos de Guatemala y en el 2012 obtuvo su título con la tesis «Evaluación de un método alterno a nivel laboratorio para el análisis del jugo de la caña de azúcar desfibrada mediante el método de desintegración húmeda utilizando el equipo “Digestor de caña modelo TE-0501” en un ingenio azucarero de Guatemala». En ese entonces no existía un estudio detallado acerca de la utilización del método de digestor de caña para determinar la calidad de la caña de azúcar, un aporte para la agroindustria azucarera, el cual representa el 6.2 % de las exportaciones de Guatemala.
Luego, en 2012 obtuvo una beca por parte de la Universidad de Kyung Hee en la República de Corea y la Secretaría Nacional de Ciencia y Tecnología de Guatemala. Durante su estadía se interesó por la cristalización y realizó investigaciones en el Centro de Cristalización Funcional. 
En 2015 regresó a Guatemala y durante dos años compartió sus conocimientos como catedrática interina del área de fisicoquímica de la Escuela de Ingeniería Química de la Universidad de San Carlos en Guatemala. En el 2017 coordinó el Comité de Protocolo a nivel nacional de la Olimpiada Nacional de Ciencias de Guatemala, evento organizado por la Universidad de San Carlos de Guatemala, el Ministerio de Educación, la Asociación Guatemalteca de Física y el Consejo Nacional de Ciencia y Tecnología; con apoyo de la Facultad de Ciencias Químicas y Farmacia, la Escuela de Formación de Profesores de Enseñanza Media, la Facultad de Ingeniería y la Secretaría Nacional de Ciencia y Tecnología. 
Posteriormente, desde finales del 2017, se encuentra realizando su doctorado en química orgánica, sintética y biomolecular en la Universidad Eötvös Loránd en el Instituto de Materiales y Química Ambiental Ha explorado técnicas biofísicas como espectroscopía infrarroja, espectroscopia fluorescente, dispersión dinámica de la luz y microscopía de transmisión por electrones. 
Su investigación más reciente se titula en inglés Manipulating Active Structure and Function of Cationic Antimicrobial Peptide CM15 by the Polysulfonated Drug Suramin: A Step Closer to in vivo Complexity. Su propósito era entender la interacción de un compuesto antimicrobiano llamado CM15 y cómo este interactuaba con el fármaco suramin. Llegó a comprobar que el péptido CM15 forma un complejo con el fármaco mencionado, afectando su estructura. Este descubrimiento indica que algunas moléculas pequeñas pueden alterar y modificar la función de CM15 y esto tiene potencial en el desarrollo de antimicrobianos, los cuales se utilizan en producción de alimentos y como agentes terapéuticos. En el 2020 ha realizado trabajos de divulgación científica a través de la Organización para las Mujeres en Ciencia para el Mundo en Desarrollo. 

## Puestos de decisión
- 2013 Presidenta de AEEGUC en la Asociación de Estudiantes y Egresados Guatemaltecos de Universidades Coreanas.[7]

## Reconocimientos
- Investigadora visitante en la Escuela de Ciencias Biológicas e Ingeniería Biomédica de la Universidad Southeast en Nanjing, China, como parte del proyecto en conjunto con el grupo Biomolecular Self-assembly group (diciembre de 2018).